# Shanelle Porter
Shanelle Porter (Estados Unidos, 20 de enero de 1972) es una atleta estadounidense retirada especializada en la prueba de 4x400 m, en la que consiguió ser medallista de bronce mundial en pista cubierta en 1999.

## Carrera deportiva
En el Campeonato Mundial de Atletismo en Pista Cubierta de 1999 ganó la medalla de bronce en los relevos de 4x400 metros, llegando a meta en un tiempo de 3:27.59 segundos que fue récord de América, tras Rusia y Australia (plata).